# Pulverfabrik Marstal

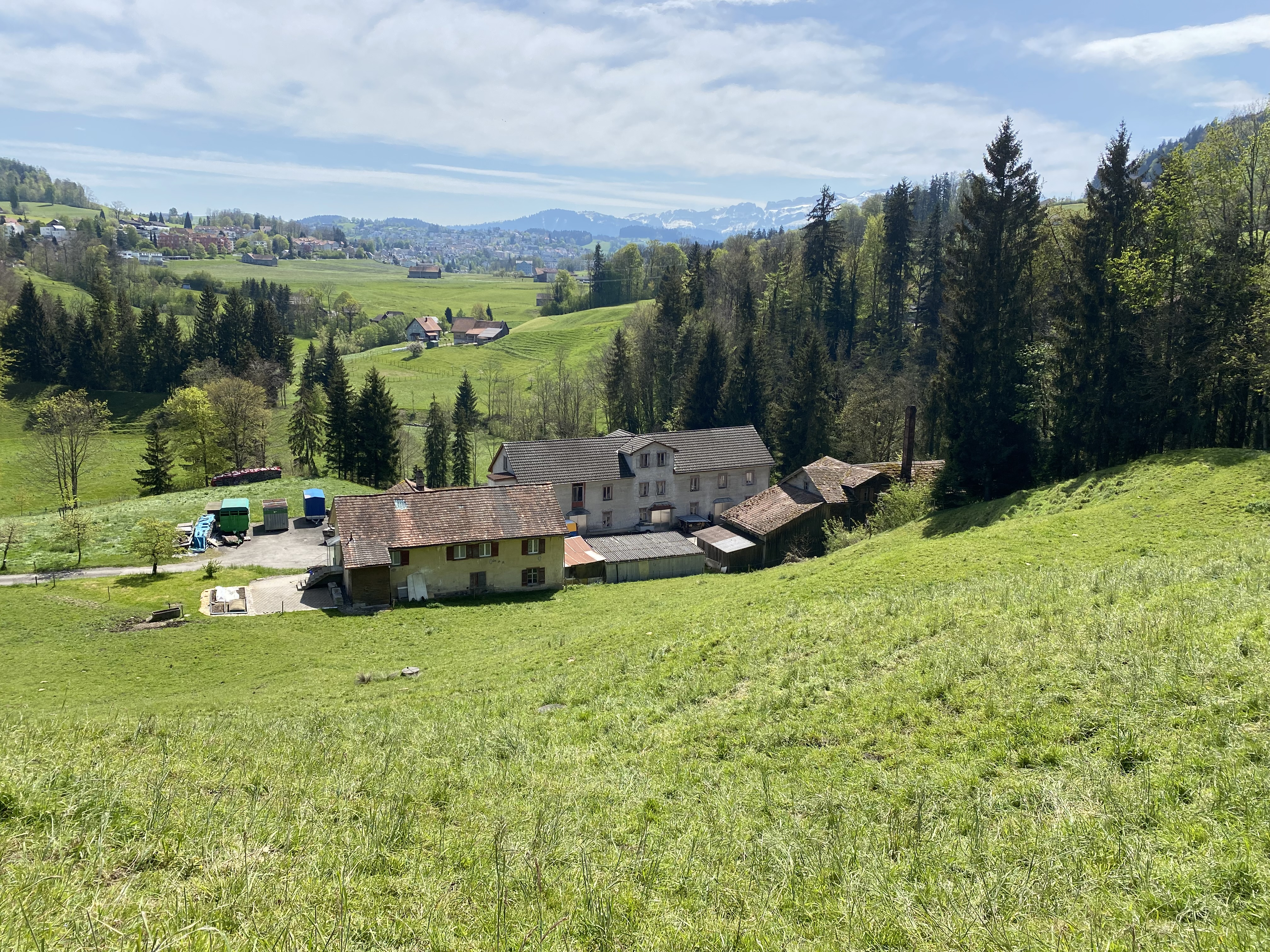
Ehemalige Pulverfabrik Marstal (2024)

Die Pulverfabrik Marstal ist eine ehemalige Pulverfabrik in der Nähe der Glatt, südlich von Gossau SG in der Schweiz.

## Geschichte
Das Anwesen, auf dem sich die Pulverfabrik befand, liegt unterhalb der Kantonsstrasse Gossau-Herisau auf der Höhe des Fennhofs. Es umfasst eine Fabrik, zwei Wohn- und Produktionsgebäude und einen Weiher. Die Fabrik geht auf drei Brüder Löhrer aus Waldkirch zurück: Johannes Löhrer arbeitete ab 1806 in Salzburg als Pulvermacher. Er kehrte 1819 zurück und gründete eine Pulvermühle in St. Josefen. An seiner Stelle ging sein Bruder Jakob Anton Löhrer 1818 nach Salzburg und arbeitete ebenfalls als Pulvermacher.
Der dritte Bruder, Josef Löhrer, ging ab 1819 bei seinem Bruder Johannes in die Lehre und gründete danach im damals noch als Hohlbleiche bezeichneten Marstal seine Pulverfabrik. Er hatte damals bereits Erfahrung mit Explosionen, wie sie sich dann im Marstal auch häufig ereignen sollten. Die Pulvermühle im Burentobel in St. Josefen, in der er damals als Dienstknecht tätig war, flog seinem Bericht nach am «30. Brachmonat 1821 in die Luft», und in den Jahren bis 1835 ereigneten sich dort weitere sechs Explosionen.
Josef Löhrer heiratete 1830 Anna Maria Krapf, die aus St. Josephen stammte, und 1831 zog er in die Zellersmühle.
Zur Pulverproduktion wurde sizilianischer Stangenschwefel genutzt, ausserdem Kohle von verschiedenen Pflanzen sowie chemisch gereinigter Chilesalpeter. Allerdings nutzte Josef Löhrer nicht den in der Salpeterhöhle bei der Ruine Helfenberg abgebauten Salpeter, sondern importierte über Venedig oder Marseille ägyptischen bzw. ostindischen Salpeter.
Das Geschäft mit dem Pulver war einträglich, da in den 1830er-Jahren im Strassenbau viele Sprengungen vorgenommen wurden. Löhrer stellte allein im Jahr 1832 unter Verwendung von 13 Klaftern Erlenholz 43 Zentner Schiesspulver her. Im Jahr darauf steigerte sich die Produktion auf 130 Zentner, 1824 produzierte er 114 Zentner, und für 1845 sind 24 Zentner Zielpulver und 183 Zentner Sprengpulver belegt. Auch in den Folgejahren steigerte sich Löhrers Produktion immer weiter. 1837 liess er für 2000 Gulden einen neuen Pulverstampf bauen; er ging davon aus, dass er damit täglich 400 Pfund bearbeiten könnte.
Transportiert wurden die Pulverfässer auf Pferdewagen. Löhrer lieferte Pulver ins Toggenburgische, nach St. Gallen, Chur, Langwies, Samedan, Grono und Roveredo. Die Frachtpreise waren hoch, was vermutlich auch mit der Gefährlichkeit der Ladung in Zusammenhang stand. In Josef Löhrers Betrieb ereigneten sich, genau wie bei seinem Bruder Johannes, immer wieder Unglücksfälle: 1842 starb der Mitarbeiter Franz Anton Frank an den Verbrennungen, die er sich bei einer Explosion zugezogen hatte, am 24. November 1843 flog, wie von Löhrer im Geschäftsbuch notiert, «der obere Stampf morgens 7.45 Uhr mit 150 Pfund Pulver in die Luft», und am 23. August 1844 flog, so die Appenzeller Zeitung, die ganze Pulvermühle in die Luft – «bereits das sechste Mal». Bei diesem Unglück wurden Seitenwände und Dach des Fabrikgebäudes auseinandergerissen. Josef Löhrer und ein Gehilfe kamen ums Leben. Löhrer hinterliess seine Frau und drei minderjährige Kinder, der Angestellte eine Ehefrau.
Nach der letzten Explosion wurde die Pulverfabrik Marstal verkauft. Annonciert wurde – wohl wegen der Geschäftsverbindungen Löhrers im Schwäbischen – unter anderem in der Stuttgarter Allgemeinen Zeitung; aus der Beschreibung im Inserat geht hervor, dass auf dem Grundstück auch Holzwirtschaft getrieben und Obst angepflanzt worden war, ausserdem wurde auf die Verwertbarkeit der Wasserkraft hingewiesen. Johannes Löhrer kaufte schliesslich das Anwesen, das sein Bruder hinterlassen hatte, und baute sich auf dem Grundstück eine Fabrikantenvilla, nutzte diese aber nicht lange: Mit der Übernahme des Pulverregals durch den neu gegründeten Bundesstaat 1848 endete die Pulverherstellung durch Privatleute. Wohnhaus und Fabrikgebäude im Marstal gingen 1850 für 11'300 Gulden in den Besitz der Eidgenossenschaft über. Die Fabrik wurde zunächst noch weiter zur Pulverherstellung genutzt, und auch die Unglücksfälle dabei blieben nicht aus. Am 9. Oktober 1856 kamen bei einer Explosion zwei Personen zu Tode, eine weitere Explosion am 13. Mai 1860 forderte keine Menschenleben, 1865 kamen sowohl Menschen als auch Gebäude zu Schaden.
1874 wurde die Pulverproduktion im Marstal eingestellt. Stattdessen wurde nun bis in die 1950er-Jahre auf dem Gelände der einstigen Pulverfabrik von der Familie Zeller Pappkarton hergestellt. Schon der erste Angehörige der Familie Zeller, der die Anlage übernahm, hätte gerne ein Elektrizitätswerk an der Glatt gebaut, dies wurde aber nicht in die Tat umgesetzt.
Ein Teil der Anlage ging 1955 in den Besitz der Hug AG über, die dort Seifenflocken produzierte und eine Spedition betrieb. Ab 1961 wurden von der Novag aus Zürich Kosmetikartikel in der einstigen Pulverfabrik produziert, ab 1979 wurden dort kurzfristig Werbetafeln gespritzt, was aber wegen mangelnden Gewässerschutzes nicht lange durchgeführt werden konnte. Mittlerweile werden die Gebäude von verschiedenen Gewerbebetrieben genutzt, die Rockband Piero Nero probt auf dem abgelegenen Anwesen, ein Freizeitschmied stellt Schellen in der einstigen Pulverfabrik her, und die landwirtschaftlichen Flächen werden vom Fennhofbauern bewirtschaftet.
Als Marstal wird die einstige Hohlbleiche erst seit dem Verkauf des Geländes durch Johannes Löhrer bezeichnet. Dieser gab auch dem Burentobel in St. Josephen, in dem er seine eigene Pulverfabrik hatte, einen kriegerischen Namen: Er bezeichnete ihn als Bellonental.